# Okanogan Range
Okanogan Range je pohoří na severu Washingtonu a jihu Britské Kolumbie, ve Spojených státech amerických a v Kanadě. Horské pásmo tvoří severovýchodní výběžek Kaskádového pohoří. Nejvyšší hora Mount Lago má nadmořskou výšku 2 665 metrů. Přibližně dvě třetiny pohoří leží na území státu Washington a jedna třetina v Britské Kolumbii.